# Yankee Glide
Yankee Glide, född 1994 i USA, är en amerikansk varmblodig travhäst och avelshingst. Han tränades av Jan Johnson och kördes av Berndt Lindstedt.
Yanke Glide tävlade åren 1996–1997. Han sprang in 506 904 dollar på 17 starter varav 8 segrar, 1 andraplats och 2 tredjeplatser. Han tog karriärens största seger i Peter Haughton Memorial (1996).
Efter karriären har han varit framgångsrik som avelshingst. Han har lämnat efter sig stjärnor som Ken Warkentin (2002), Glidemaster (2003), Main Wise As (2006), Quid Pro Quo (2009), Nadal Broline (2010), Milligan's School (2013) och Giveitgasandgo (2014).